# Zehnt-Krieg
Der Zehnt-Krieg (irisch Cogadh na nDeachúna; englisch Tithe War) in Irland 1831–1836 war eine Serie von Scharmützeln und gewalttätigen Vorfällen in Bezug auf die Verweigerung der irischen Katholiken, den obligatorischen Zehnt an den anglikanischen Klerus zu zahlen.

## Hintergrund
Unter den Penal Laws des 18. Jahrhunderts war jeder landwirtschaftlich Tätige dazu verpflichtet, einen jährlichen Beitrag von zehn Prozent der erwirtschafteten Produkte (den Zehnt) als eine Art Kirchensteuer an die offizielle staatliche Kirche (in Irland die anglikanische Church of Ireland) zu zahlen. Obwohl die meisten Menschen in Irland katholisch waren, ging der Zehnt an die anglikanische Kirche. Trotz Daniel O’Connells Errungenschaft, die meisten verbliebenen Penal Laws 1829 durch die Katholikenemanzipation abzuschaffen, blieb die Verpflichtung den Zehnt zu bezahlen bestehen. Oft wurde der Zehnt in Form von Naturalien oder Vieh anstelle von Geld eingetrieben.
Es gab seit 1829 diverse, größtenteils friedliche, Aktionen des Widerstands gegen die Eintreibung, die recht schnell zu einem finanziellen Einbruch beim anglikanischen Klerus führten, der 1831 damit begann, eine Liste der Schuldner anzulegen. Auf dieser Liste standen nahezu 30.000 Menschen, mit einer bemerkenswerten Konzentration in den Grafschaften Kilkenny, Tipperary und Wexford. Diese Liste wurde dann an die 1822 gegründete Royal Irish Constabulary übergeben, die die Funktion der Miliz übernahm.

## Der „Krieg“ 1831–1836
Der erste Konflikt dieses Krieges fand am 3. März 1831 in Graiguenamanagh (Grafschaft Kilkenny) statt, als eine Gruppe von 120 bewaffneten Polizisten gewaltsam einem katholischen Priester sein Vieh entwendete. Der Priester hatte mit dem Einverständnis seines Bischofs die Menschen der Umgebung davon überzeugt, die Zahlung des Zehnt zu verweigern. Dieses Beispiel machte Schule und kurz nach diesem Zwischenfall wurde in Newtownbarry (heute: Bunclody, Grafschaft Wexford) von der Royal Irish Constabulary auf eine Gruppe Menschen geschossen, die sich weigerte, das Vieh abzugeben. Das Ergebnis waren zwölf Tote und 20 Schwerverletzte. Dieses Massaker führte zur Organisierung des Widerstands mit verabredeten Signalen, wie zum Beispiel dem Läuten der Kirchturmglocken bei Ankunft der Polizei. Auf diese Weise wurden zum Beispiel am 14. Dezember 1831 bei Carrickshock (Grafschaft Kilkenny) 40 Polizisten in einen Hinterhalt gelockt, von denen 19, einschließlich des Anführers, getötet wurden.
In der Angst, in eine erneute irische Rebellion (wie bereits 1798) hineinzulaufen, sandte die britische Regierung weitere Truppen nach Irland. Dies führte dazu, dass Zehnt-Schuldner wie potentielle Rebellen angesehen wurden. Die weiteren Zahlen dieser Politik: 242 Morde, 1.179 Raubüberfälle, 401 Einbrüche, 568 Brandstiftungen, 280 Fälle von Viehverstümmelungen, 161 Tätlichkeiten, 203 Aufstände und 723 Angriffe auf Privateigentum durch die Zwangsvollstreckungen im Jahr 1831. Doch die Zwangseintreibungen wurden weiter fortgesetzt und so gipfelte der „Krieg“ 1834 im „Massaker bei Rathcormac“ (Grafschaft Cork). Dort töteten Polizeieinheiten 17 Menschen und verletzten mehr als 30 bei dem Versuch, einen Zehnt von 40 Schilling von einer Witwe einzutreiben.

## Das Resultat
Die britische Regierung erkannte den Ernst der Lage dieses Massakers an mehreren Dingen: erstens wurde der Feuerbefehl von einem Geistlichen gegeben. Zweitens durch das Missverhältnis des Betrags zum Blutvergießen. Und drittens durch die Tatsache, dass sich die Menge auch nicht durch einige Gewehrsalven auseinandertreiben ließ. Dadurch, dass die Eintreibung und die damit zusammenhängenden Gewalttaten immer belastender und von offizieller Stelle verlautete, dass es „einen Schilling koste, um einen Penny einzutreiben“, wurde die Erhebung zunächst ausgesetzt. Durch den Tithes Commutation Act (Zehnt-Gesetz) wurde die Höhe des Zehnts um ein Viertel herabgesetzt. Weiterhin sollte der Zehnt nun an die Landlords gezahlt werden, die diesen ihrerseits an den Klerus weitergaben. Dieser Teilnachlass und die Vermeidung der Zwangseintreibungen legte den Streit bei. Trotz allem waren Katholiken bis ins Jahr 1869 dazu verpflichtet, durch den Zehnt die anglikanische Church of Ireland zu unterstützen.